# Atraphaxis muschketowii
Atraphaxis muschketowii är en slideväxtart som beskrevs av Krassn.. Atraphaxis muschketowii ingår i släktet Atraphaxis och familjen slideväxter. Inga underarter finns listade i Catalogue of Life.